# 嗅覺受器
嗅覺受器（Olfactory receptors）或稱嗅覺受體、嗅覺感受器、嗅覺接受器與嗅器，是感覺受器的一种，在鼻腔上部。接受来自外界的化学刺激。
每個嗅覺細胞只有一種嗅覺受器，可以接受一種或以上的氣味（odorant）作用而產生反應。嗅覺接受器與氣味分子結合後會啟動訊息傳遞路徑，經由cAMP的產生而打開嗅覺感覺神經元上的環核苷酸門控離子通道而被激發。一般來說，人類大約只有350個嗅覺接收器。